# Frank Blackmore
Frank Blackmore (16. Februar 1916 – 5. Juni 2008) war ein britischer Flieger und Verkehrsingenieur. Er leitete die Weiterentwicklung der Regelwerke über Kreisverkehre, die die Kapazitäts- und Sicherheitsprobleme bei diesen überwanden und deren Nutzen und Bekanntheit weltweit gesteigert haben. In der Folge entwickelte er auch den Mini-Kreisverkehr, dessen Mittelinsel von großen Fahrzeugen  überfahrbar ist.
Blackmore wurde 1916 in Fort National, Algerien geboren, wo sein Vater als Missionar tätig war. Zusammen mit seinen Schwestern Lorna und Violette sowie seinem Bruder William zog er später in die Schweiz nach Lausanne, dem Geburtsland seiner Mutter, wo er Bauingenieurwesen studierte, bis er 1936 nach Großbritannien übersiedelte. Er begann in Colchester in der ommunalen Bauverwaltung zu arbeiten. Nach dem Ausbruch des Zweiten Weltkriegs ging er zur Königlichen Luftwaffe, wo er für seine Notlandung am Ardnamurchan Point mit dem Air Force Cross ausgezeichnet wurde. Er stieg in den Rang des Wing Commander auf und blieb bis 1959 bei der Royal Air Force.
1960 wechselte er an das Road Research Laboratory (RRL), das Labor für Straßenverkehrsforschung, das  heutige Transport Research Laboratory (TRL). In seiner Zeit am RRL hatte er verschiedene Ideen zur Verbesserung des Verkehrsflusses an Kreuzungen. Insbesondere die Änderung der Verkehrsregeln an Kreisverkehren und dem Mini-Kreisel hatten weitreichende Folgen. Die Regeländerungen wurden 1975 ins britische Straßenregelwerk aufgenommen.
Blackmore wurde 1976 mit dem Orden des britischen Empire geehrt. Er verließ das TRL 1980. Nach seiner Pensionierung arbeitete er weiterhin als Berater in Bangkok, Bagdad, und Kalifornien.
Blackmore starb am 5. Juni 2008 und hinterließ zwei Töchter und einen Sohn. Seine erste Frau, Ginon Dufour starb 1942 an Tuberkulose. seine zweite Ehe mit Eva Johnson wurde 1969 aufgelöst.